# Microsoft Pinball Arcade
Microsoft Pinball Arcade es un videojuego de pinball de Microsoft. Fue lanzado el 15 de diciembre de 1998 para Microsoft Windows y en 2001 para la Game Boy Color. El juego es una colección de siete mesas de pinball reales con licencia de Gottlieb. Estos incluyen: Baffle Ball (1931), Humpty Dumpty (1947), Knock Out (1950), Slick Chick (1963), Spirit of 76 (1975), Haunted House (1982) y Cue Ball Wizard (1992).
La versión de Game Boy Color cuenta con gráficos a escala reducida, debido a las limitaciones de hardware. También excluye las tablas Humpty Dumpty y Cue Ball Wizard. Una versión de prueba gratuita del juego de ordenador también está disponible, con Haunted House como la única mesa jugable. Este juego fue diseñado para Windows 9x y Windows NT 4.0, pero también se puede ejecutar de forma nativa en Windows Vista, Windows 7 y Windows 10 sin la necesidad de aplicar el modo de compatibilidad.

## Recepción
GameSpot le dio un 6.2. El juego fue elogiado por su reproducción fiel de los efectos de sonido, gráficos detallados de alta calidad y física de bolas realista.